# شارلوتنبرگ (آلمان)
شارلوتنبرگ (به آلمانی: Charlottenberg) یک شهر در آلمان است که در Verbandsgemeinde Diez واقع شده‌است. شارلوتنبرگ ۱۶۶ نفر جمعیت دارد.